# Les Bienfaits de la colère
Pour plus de détails, voir Fiche technique et Distribution.
Les Bienfaits de la colère ou Une Femme en Colère au Québec (The Upside of Anger) est une comédie dramatique et romantique américaine écrite et réalisée par Mike Binder et sortie en 2005.

## Synopsis
Abandonnée par son mari, Terry lutte pour garder le contrôle de sa vie et de ses 4 filles. Elle ne trouve de réconfort qu'auprès de son voisin Denny, et de l'alcool. Au fil du temps, les passions, les doutes et les espoirs de chacun vont singulièrement compliquer l'existence de cette famille aussi bancale qu'attachante.

## Fiche technique
- Titre original : The Upside of Anger
- Titre : Les bienfaits de la colère
- Titre : Une femme en colère (Québec)
- Réalisation et scénario : Mike Binder
- Musique originale : Alexandre Desplat
- Durée : 118 minutes
- Genre : Comédie dramatique
- Dates de sortie :
  - États-Unis : 11 mars 2005
  - France : 24 août 2005

## Distribution
- Joan Allen (VF : Tania Torrens - VQ : Claudine Chatel) : Terry Wolfmeyer
- Kevin Costner (VF : Bernard Lanneau - VQ : Marc Bellier) : Denny Davies
- Mike Binder (VF : Michel Dodane - VQ : Alain Zouvi) : Adam « Shep » Goodman
- Evan Rachel Wood (VF : Karine Foviau - VQ : Catherine Bonneau) : Lavender « Popeye » Wolfmeyer
- Keri Russell (VF : Delphine Rivière - VQ : Pascale Montreuil) : Emily Wolfmeyer
- Alicia Witt (VQ : Aline Pinsonneault) : Hadley Wolfmeyer
- Erika Christensen (VQ : Audrey Lacasse) : Andy Wolfmeyer
- Tom Harper : David Junior
- Dane Christensen (VQ : Émile Mailhiot) : Gorden Reiner
- Danny Webb : Grey Wolfmeyer